# Christliche Gewerkschaft Metall
Die Christliche Gewerkschaft Metall (CGM) ist eine Mitgliedsgewerkschaft des Christlichen Gewerkschaftsbundes. Aufgaben und Ziele sind unter anderem die Wahrung der geistigen, kulturellen und materiellen Interessen der Mitglieder auf der Grundlage der Christlichen Gesellschaftslehre. Die CGM betreibt 13 Geschäftsstellen, die Hauptverwaltung befindet sich in Stuttgart.

## Geschichte
Der Vorläufer der heutigen CGM wurde von Franz Wieber am 15. Oktober 1899 in Duisburg als Christlicher Metallarbeiterverband (CMV) gegründet. Die Gründung Christlicher Gewerkschaften war eine Reaktion auf die bereits erfolgte Gründung der meist sozialistischen Gewerkschaften, in denen sich Arbeitnehmer christlicher Prägung nicht vertreten fühlten.
Nach der Machtergreifung durch die Nationalsozialisten wurde die Organisation des Christlichen Metallarbeiterverbandes aufgelöst. Nach Ende des Zweiten Weltkriegs verweigerten die alliierten Siegermächte zunächst die Wiedergründung christlicher Gewerkschaften. Darum wurden Einheitsgewerkschaften gegründet. Nach Auseinandersetzungen innerhalb der Einheitsgewerkschaften entstanden Mitte der 1950er Jahre wieder christliche Gewerkschaften.
Der Christliche Metallarbeiterverband (CMV) benannte sich im Jahre 1991 auf seinem Gewerkschaftstag in Würzburg in Christliche Gewerkschaft Metall (CGM) um. Gleichzeitig erweiterte er seine Zuständigkeit von den bisherigen „Arbeitern“ auf alle Arbeitnehmer in der metallerzeugenden und metallverarbeitenden Industrie und im Handwerk. Gleichzeitig wurde die Tarifarbeit intensiviert. In vielen Handwerksbereichen wurden erstmals Originärtarifverträge abgeschlossen. Ein weiterer tarifpolitischer Durchbruch gelang der CGM durch den Abschluss des wegweisenden Tarifwerks Phönix. In diesem wurden u. a. erstmals Arbeiter und Angestellte nach gemeinsamen Bewertungsgrundsätzen entlohnt, eine flexible Jahresarbeitszeit mit Zeitkonten eingeführt und die Arbeitnehmer am Erfolg ihres Unternehmens beteiligt. 2002 entstand aus dem Zusammenschluss von CGM und fünf weiteren Gewerkschaften die Tarifgemeinschaft Christlicher Gewerkschaften für Zeitarbeit und Personalserviceagenturen (CGZP), der seit 2009 nur noch aus drei Gewerkschaften besteht.

## Streit um Tariffähigkeit
Die IG Metall versuchte seit Mitte der 1990er Jahre, der CGM die Tariffähigkeit abzusprechen und ihr damit die Möglichkeit zu nehmen, Tarifverträge abzuschließen. Sie begründete dies damit, dass die CGM aufgrund der geringen Mitgliederzahl und der Organisationsstruktur nicht in der Lage sei, sich in ausreichendem Maße gegenüber den Arbeitgebern durchzusetzen und die Einhaltung von Tarifverträgen zu sichern. Damit erfülle sie nicht die an eine Gewerkschaft zu stellenden Mindestanforderungen.
Auf Antrag der IG Metall entschied das Arbeitsgericht Stuttgart am 12. September 2003, dass die CGM keine Gewerkschaft im arbeitsrechtlichen Sinne sei. Diese Entscheidung wurde jedoch nicht rechtskräftig, da das Landesarbeitsgericht Baden-Württemberg am 1. Oktober 2004 in zweiter Instanz der CGM den Status einer Gewerkschaft im arbeitsrechtlichen Sinne zuerkannte. Dieser Richterspruch wurde vom Bundesarbeitsgericht mit Beschluss vom 28. März 2006 bestätigt. Die abgeschlossenen Tarifverträge seien ausreichend, um diese zu begründen. Einen Anhaltspunkt für Scheintarifverträge gebe es nicht. Die Feststellung, dass die CGM den Status einer Gewerkschaft hat, war damit rechtskräftig.
2011 wurde der Tarifgemeinschaft Christlicher Gewerkschaften für Zeitarbeit und Personal-Service-Agenturen (CGZP), an der die CGM zusammen mit zwei weiteren Gewerkschaften beteiligt ist, die Tariffähigkeit aberkannt. Die von der CGZP geschlossenen Tarifverträge wurden damit rückwirkend unwirksam und die Bestimmung, dass ohne wirksamen Tarifabschluss die Tariflöhne der empfangenden Firma zu bezahlen sind, trat in Kraft. In Folge verpflichtete sich die CGM im Rahmen einer Neuausrichtung zum Equal Pay in der Zeitarbeit, d. h. Gleichbezahlung von Stammbelegschaft und Leihkräften und agiert nicht im Bereich Zeitarbeit. Aus höheren Löhnen ergeben sich auch höhere Sozialabgaben.  2017 kam es durch die Deutsche Rentenversicherung nach sechs Jahren und über 6.000 Betriebsprüfungen zu Beitragsnacherhebungen von rund 250 Millionen Euro, die sich auf ca. 2,5 Mio. Beschäftigungsverhältnisse verteilten.

## Kritik an der CGM
Die Christliche Gewerkschaft Metall wird immer wieder mit Kritik aus gewerkschaftlichen Kreisen, insbesondere Seitens der IG Metall, konfrontiert. So behauptete die IG Metall beispielsweise in einer Pressemitteilung, die CGM betreibe „aktiv Lohn- und Sozialdumping und unterwandere geltendes Tarifrecht.“ (IG Metall: IGM Pressemitteilung Nr. 18/2006) Doch auch aus linken Kreisen erfährt die CGM immer wieder Kritik als Gelbe Gewerkschaft.

### Zur Tariffähigkeit der CGM
- Urteil des Bundesarbeitsgerichtes